# Filioque
Filioque er en bestemt tilføjelse til den nikæno-konstantinopolitanske trosbekendelse fra 381, der ikke var indeholdt i den oprindelige version. Tilføjelsen drejer sig om forholdet imellem de tre guddommelige personer i Treenigheden. Ifølge filioque-tilføjelsen udgår Helligånden ikke blot fra Gud Fader, men også fra Sønnen.

## Teksten
Filioque er latin for "og (fra) Sønnen". Det drejer sig om en tilføjelse i afsnittet om Helligånden.
På dansk:
... Og på Helligånden, som er Herre,
og som levendegør,
som udgår fra Faderen og fra Sønnen, ...
på latin:
... Et in Spiritum Sanctum, Dominum
et vivificantem,
qui ex Patre Filioque procedit ...

## Dogmehistorisk udvikling
Tillægget blev første gang indført ved koncilet i Toledo i 589 for at afgrænse sig over for arianismen – den den opfattelse, at Sønnen var underordnet Faderen. Tillægget skulle gøre det tydeligt, at Sønnen var lige med Faderen.
Karl den Store gik så vidt som at gøre troen på filioque-afsnittet til en nødvendighed for at blive frelst, og han anklagede den Ortodokse Kirke (og den konkurrerende kejser i Konstantinopel) for at have fjernet tillægget med vilje. Den daværende pave Leo 3. accepterede ikke ændringen og lod trosbekendelsen indgravere på græsk og latin uden tillægget. Frankerne holdt dog fast ved tillægget.
Filioque var et tema for det 4. koncil i Konstantinopel i 869-870, der bekræftede trosbekendelsen fra 381 og erklærede samtlige tillæg for ugyldige. Afgørelsen fra koncilet blev bekræftet af overhovederne for de fem kristne kirker i Rom, Konstantinopel, Antiokia, Jerusalem og Alexandria samt af den byzantinske kejser Basileios 1.
Den katolske kirke gjorde først tillægget til dogme i 1215 ved det 4. Laterankoncil (efter den gensidige ekskommunikation mellem pave og patriark i 1054). For den ortodokse kirke var og er filioque-tilføjelsen ikke acceptabel, da det er en ensidig ændring af en beslutning på et alment anerkendt økumenisk koncil, og da det er i modstrid med deres opfattelse af treenigheden.

## Teologisk baggrund
Den dybere årsag til striden om denne tilføjelse er en forskel i fortolkningen af treenigheden: den østlige kirketradition betonede i treenigheden mere de tre forskellige personer, mens den vestlige kirketradition lagde vægten på enheden. Indtil filioque-tillægget var det dog muligt med flere lokalt afvigende fortolkninger, der ikke havde truet kirkens enhed.

## Økumeniskrelevans
Indtil i dag er filioque-tillægget og pavens primat de to vigtigste uoverensstemmelser mellem den ortodokse og den katolske kirke.
De protestantiske kirkesamfund har beholdt den vestlige version – for så vidt de brugte de klassiske trosbekendelser – da de med hensyn til treenigheden står i den vestlige og ikke i den østlige tradition og i almindelighed ikke ser noget grundlæggende problem her.
Den gammelkatolske kirke er vendt tilbage til en trosbekendelse uden filioque, dels af teologiske grunde, dels bevidst for at nærme sig den ortodokse kirke.